# Duckeola
Duckeola (лат.) — род безжальных пчёл, из трибы Meliponini семейства Apidae. Не используют жало при защите. Хотя жало у них сохранилось, но в сильно редуцированном виде. Описан бразильским гименоптерологом Jesus Santiago Moure (1912—2010) в 1944 году.

## Распространение
Неотропика: Боливия, Бразилия, Колумбия, Перу, Суринам, Французская Гвиана.

## Классификация
Известно 2 вида. Первоначально таксон был описан в качестве подрода рода Trigona.
- Duckeola ghilianii (Spinola, 1853)
  - = Trigona huberi Friese, 1901 (= Trigona ghilianii Spinola)
- Duckeola pavani (Moure, 1963)